# Тифентал (Палатинат)
Тифентал (њем. Tiefenthal) општина је у њемачкој савезној држави Рајна-Палатинат. Једно је од 48 општинских средишта округа Бад Диркхајм. Према процјени из 2010. у општини је живјело 845 становника. Посједује регионалну шифру (AGS) 7332044.

## Географски и демографски подаци
Тифентал се налази у савезној држави Рајна-Палатинат у округу Бад Диркхајм. Општина се налази на надморској висини од 290 метара. Површина општине износи 4,2 km². У самом мјесту је, према процјени из 2010. године, живјело 845 становника. Просјечна густина становништва износи 201 становника/km².